# Litauische Schachmeisterschaft der Frauen
Die Litauische Schachmeisterschaft der Frauen (litauisch Lietuvos moterų šachmatų čempionatas) ist eine Schachveranstaltung, die seit 1938 in Litauen ausgetragen wird.

## Geschichte
1921 wurde ein Schachverein in Kaunas errichtet. An den Litauische Schachmeisterschaften nahmen nur Männer teil. Erst 1938 nahmen die ersten Schachspielerinnen wie Elena Lukauskienė, Blekaitytė, Matiukaitė, Balčiūnienė, Sikorskienė, Rutkauskaitė, Galinienė teil. Am 15. Dezember 1938 wurde Elena Raclauskienė erste litauische Schachmeisterin der Frauen.

## Ort
Bis 1974 veranstaltete man die Schachmeisterschaft in Vilnius (nur 1956 in Kaunas). Seit 1974 findet sie auch in Kaunas, Šiauliai, Panevėžys, Vilkaviškis, Nemenčinė oder Marijampolė.

## Meisterinnen und Vizemeisterinnen
| Meisterschaft | Datum            | Stadt       | 1. Platz                              | 1. Platz | 2. Platz                            | 2. Platz | 3. Platz                       | 3. Platz | Anmerkungen                           |
| Meisterschaft | Datum            | Stadt       | Name                                  | Punkte   | Name                                | Punkte   | Name                           | Punkte   | Anmerkungen                           |
| ------------- | ---------------- | ----------- | ------------------------------------- | -------- | ----------------------------------- | -------- | ------------------------------ | -------- | ------------------------------------- |
| 1             | Dezember 1938    | Kaunas      | E. Raclauskienė                       | 4½       | Blekaitytė                          | 4        | Matiukaitė                     | 4        | Rundenturnier                         |
| 2             | Februar 1949     | Vilnius     | E. Raclauskienė-Lukauskienė (Vilnius) | 7.5      | Dubasova                            | 7        | J. Čiukajeva                   | 7        | Rundenturnier                         |
| 3             | Mai 1950         | Vilnius     | J. Čiukajeva (Kaunas)                 | 10 (10)  | Dubasova (Vilnius)                  | 7        | E. Lukauskienė                 | 3½       | Rundenturnier                         |
| 4             | März 1951        | Vilnius     | J. Čiukajeva (Kaunas)                 |          | M. Lichtenfeld (Vilnius)            |          | E. Lukauskienė                 |          | Rundenturnier                         |
| 5             | März 1952        | Vilnius     | J. Čiukajeva (Kaunas)                 | 10 (11)  | M. Lichtenfeld (Vilnius)            | 7½       | E. Lukauskienė                 | 7½       | Rundenturnier                         |
| 6             | März 1953        | Vilnius     | J. Čiukajeva (Kaunas)                 | 12½ (13) | M. Kartanaitė (Ramygala)            | 11       | E. Gaigalaitė (Kaišiadorys)    | 11       | Rundenturnier                         |
| 7             | März 1954        | Vilnius     | M. Lichtenfeld (Vilnius)              | 12 (14)  | M. Kartanaitė (Vilnius)             | 11       | J. Čiukajeva (Kaunas)          | 11       | Rundenturnier                         |
| 8             | Oktober 1955     | Vilnius     | M. Lichtenfeld (Vilnius)              | 13½ (14) | M. Kartanaitė (Vilnius)             | 12       | V. Kaušilaitė (Vilnius)        | 10½      | Rundenturnier                         |
| 9             | März 1956        | Kaunas      | M. Kartanaitė (Vilnius)               | 9½ (10)  | V. Kaušilaitė (Vilnius)             | 7        | N. Špikienė (Kaunas)           | 6½       | Rundenturnier                         |
| 10            | März 1957        | Vilnius     | M. Kartanaitė (Vilnius)               | 11½ (12) | L. Rudenko (Russland)*              | 10½      | V. Kaušilaitė (Vilnius)        | 8½       | Rundenturnier                         |
| 11            | Mai 1958         | Vilnius     | M. Kartanaitė (Vilnius)               | 9½ (11)  | V. Kaušilaitė (Vilnius)             | 9½       | A. Steponavičiūtė              | 7½       | Rundenturnier                         |
| 12            | April 1959       | Vilnius     | N. Špikienė (Kaunas)                  | 8 (10)   | M. Kartanaitė (Maišiagala)          | 7½       | V. Kaušilaitė (Vilnius)        | 7½       | Rundenturnier                         |
| 13            | März 1960        | Vilnius     | N. Špikienė (Kaunas)                  | 6½ (9)   | V. Kaušilaitė (Vilnius)             | 6        | I. Epšteinaitė (Vilnius)       | 5½       | Rundenturnier                         |
| 14            | April 1961       | Vilnius     | V. Kaušilaitė (Vilnius)               | 9½ (11)  | M. Kartanaitė (Vilnius)             | 8½       | N. Špikienė (Kaunas)           | 7½       | Rundenturnier                         |
| 15            | August 1962      | Vilnius     | I. Epšteinaitė (Vilnius)              | 8½ (10)  | T. Morozova (Vilnius)               | 8½       | V. Kaušilaitė (Vilnius)        | 8        | Rundenturnier                         |
| 16            | April 1963       | Vilnius     | M. Kartanaitė (Vilnius)               | 8 (9)    | T. Morozova (Vilnius)               | 7½       | N. Štendelytė (Kaunas)         | 7        | Rundenturnier                         |
| 17            | April 1964       | Vilnius     | M. Kartanaitė (Vilnius)               | 8 (9)    | V. Kaušilaitė (Vilnius)             | 8        | N. Špikienė (Kaunas)           | 6        | Rundenturnier                         |
| 18            | April 1965       | Vilnius     | I. Rozentalienė (Vilnius)             | 6 (8)    | S. Rabinavičiūtė (Vilnius)          | 5½       | N. Štendelytė (Kaunas)         | 5        | Rundenturnier                         |
| 19            | April 1966       | Vilnius     | M. Kartanaitė (Vilnius)               | 6½ (8)   | V. Kaušilaitė (Vilnius)             | 6½       | N. Štendelytė (Kaunas)         | 5½       | Rundenturnier                         |
| 20            | November 1967    | Vilnius     | V. Kaušilaitė (Vilnius)               | 5½ (6)*  | M. Kartanaitė (Vilnius)             | 4½       | I. Raugaitė                    | 4        | Schweizer System, 14 Teilnehmerinnen  |
| 21            | 1968             | Vilnius     | V. Kaušilaitė (Vilnius)               | 8 (9)    | M. Kartanaitė (Vilniaus r.)         | 7½       | I. Rozentalienė (Vilnius)      | 5½       | Rundenturnier                         |
| 22            | April 1969       | Vilnius     | M. Kartanaitė (Vilniaus r.)           | 10½ (12) | N. Špikienė (Kaunas)                | 9½       | V. Kaušilaitė (Vilnius)        | 9        | Rundenturnier                         |
| 23            | März 1970        | Vilnius     | M. Kartanaitė (Vilnius)               | 7½       | A. Steponaitytė-Karosienė (Vilnius) | 7        | V. Kaušilaitė (Vilnius)        | 7        | Rundenturnier                         |
| 24            | Mai 1971         | Vilnius     | V. Kaušilaitė (Vilnius)               | 9 (11)   | L. Benensonaitė (Vilnius)           | 7½       | A. Bielskutė (Vilnius)         | 6½       | Rundenturnier                         |
| 25            | 1972             | Vilnius     | V. Kaušilaitė (Vilnius)               | 11½ (12) | A. Steponaitytė (Vilnius)           | 9        | G. Miknevičiūtė (Šiauliai)     | 8½       | Rundenturnier                         |
| 26            | 1973             | Vilnius     | L. Benensonaitė (Vilnius)             | 6½ (8)   | S. Survilaitė (Vilnius)             | 6        | V. Kaušilaitė (Vilnius)        | 6        | Rundenturnier                         |
| 27            | 1974             | Kaunas      | V. Kaušilaitė (Vilnius)               | 10½ (13) | A. Karosienė (Vilnius)              | 10       | N. Ivanovienė (Kaunas)         | 9        | Rundenturnier                         |
| 28            | 1975             | Vilnius     | V. Kaušilaitė (Vilnius)               | 9½ (14)  | S. Lakiūnaitė (Panevėžys)           | 9        | N. Ivanovienė (Kaunas)         | 7½       | Rundenturnier                         |
| 29            | 1976             | Vilnius     | V. Kaušilaitė (Vilnius)               | 9 (13)   | M. Kartanaitė (Vilnius)             | 8½       | S. Lakiūnaitė                  | 7        | Rundenturnier                         |
| 30            | 1977             | Panevėžys   | V. Kaušilaitė (Vilnius)               | 8 (12)   | R. Nasyrovaitė (Kartanaitė)         | 8        | M. Kartanaitė (Vilnius)        | 7½       | Rundenturnier                         |
| 31            | 1978             | Vilnius     | R. Kartanaitė (Vilnius)               | 10 (13)  | M. Kartanaitė (Vilnius)             | 10       | A. Karosienė (Vilnius)         | 8½       | Rundenturnier                         |
| 32            | 1979             | Panevėžys   | R. Kartanaitė (Vilnius)               | 6 (13)   | M. Kartanaitė (Vilnius)             | 5        | S. Lakiūnaitė (Vilnius)        | 4½       | Rundenturnier                         |
| 33            | 1980             | Vilnius     | M. Kartanaitė (Vilnius)               | 9½ (11)  | V. Kaušilaitė-Kutavičienė (Vilnius) | 9        | L.Žemaitytė (Vilnius)          | 7½       | Rundenturnier                         |
| 34            | 1981             | Vilnius     | E. Epštein (Klaipėda)                 | 13 (14)  | R. Kaunaitė (Plungė)                | 11½      | R. Kartanaitė (Vilnius)        | 11½      | Rundenturnier                         |
| 35            | 1982             | Vilnius     | Esther Epstein (Klaipėda)             | 11 (15)  | Kamilė Baginskaitė                  | 10½      | R. Kartanaitė (Vilnius)        | 8        | Rundenturnier                         |
| 36            | 1983             | Vilnius     | R. Kartanaitė (Vilnius)               | 9½ (13)  | M. Kurkul (Panevėžys)               | 8½       | G. Gineikaitė (Šiauliai)       | 8        | Rundenturnier                         |
| 37            | 1984             | Vilnius     | Esther Epstein (Klaipėda)             | 9 (13)   | R. Kartanaitė (Vilnius)             | 8½       | K. Baginskaitė (Vilnius)       | 8        | Rundenturnier                         |
| 38            | 1985             | Vilnius     | M. Kurkul (Vilnius)                   | 8½ (11)  | L. Žemaitytė-Petrauskienė (Vilnius) | 7½       | R. Norinkevičiūtė (Jonava)     | 7½       | Rundenturnier                         |
| 39            | 1986             | Šiauliai    | Esther Epstein (Klaipėda)             | 10½ (12) | Vilma Domkutė (Šiauliai)            | 9        | I. Ignatavičiūtė (Vilnius)     | 7½       | Rundenturnier                         |
| 40            | 1987             | Šiauliai    | Laima Domarkaitė (Plungė)             | 6½ (13)  | Vilma Domkutė (Šiauliai)            | 6        | M. Kurkul (Vilnius)            | 6        | Rundenturnier                         |
| 41            | 1988             | Šiauliai    | R. Domkutė (Šiauliai)                 | 8½ (12)  | R. Kaunaitė-Feofanovienė (Vilnius)  | 7½       | A. Abromaitytė (Panevėžys)     | 7½       | Rundenturnier                         |
| 42            | März 1989        | Šiauliai    | L. Domarkaitė (Vilnius)               | 8 (11)   | R. Domkutė (Šiauliai)*              | 6        | Vilma Domkutė (Šiauliai)       | 6        | Rundenturnier                         |
| 43            | 20. Februar 1990 | Šiauliai    | V. Domkutė-Paulauskienė               | 6½       | R. Dambravaitė (Vilkaviškis)        | 6        | L. Domarkaitė                  | 6        | Schweizer System                      |
| 44            | 1991             | Panevėžys   | Rita Dambravaitė (Vilkaviškis)        | 7 (9)    | Marina Kurkul (Vilnius)             | 7        | A. Dambravaitė (Vilkaviškis)   | 6½       | Rundenturnier                         |
| 45            | 1992             | Panevėžys   | Kamilė Baginskaitė (Vilnius)          | 6½       | Rita Dambravaitė (Vilkaviškis)      | 6½       | A. Dambravaitė (Vilkaviškis)   | 6½ (9)   | Rundenturnier                         |
| 46            | 1993             | Vilkaviškis | M. Kurkul (Vilnius)                   | 6½ (9)   | Ilona Rudaitytė (Plungė)            | 5½       | R. Dambravaitė (Vilkaviškis)   | 5½       | Rundenturnier                         |
| 47            | März 1994        | Vilkaviškis | D. Čiukšytė (Panevėžys)               | 9½ (13)  | Ilona Rudaitytė (Kaunas)            | 8½       | Lina Stasiūnaitė (Vilnius)     | 8½       | Rundenturnier, 14 Teilnehmerinnen     |
| 48            | 1995             | Panevėžys   | L. Domarkaitė (Plungė)                | 8 (9)    | Dagnė Čiukšytė (Panevėžys)          |          | Vygantė Milašiūtė (Vilnius)    |          | Schweizer System, 24 Teilnehmerinnen  |
| 49            | 1996             | Marijampolė | D. Čiukšytė (Panevėžys)               | 8½ (11)  | R. Bandzienė (Vilnius)              | 8        | V. Čmilytė (Šiauliai)          | 7        | Rundenturnier                         |
| 50            | 1997             | Šiauliai    | D. Čiukšytė (Panevėžys)               | 7 (9)    | Viktorija Čmilytė (Šiauliai)        | 6½       | A. Dambravaitė (Vilkaviškis)   | 6½       | Schweizer System, 17 Teilnehmerinnen  |
| 51            | 1998             | Vilnius     | Ž. Čiukšytė (Vilnius)                 | 7½ (9)   | Viktorija Čmilytė (Šiauliai)        | 7        | Lina Stasiūnaitė               | 6        | Schweizer System, 18 Teilnehmerinnen  |
| 52            | 1999             | Vilnius     | R. Varnienė (Vilkaviškis)             | 7 (9)    | Salomėja Zaksaitė (Kaunas)          | 6½       | Eglė Morkūnaitė (Kaunas)       | 6        | Schweizer System, 22 Teilnehmerinnen  |
| 53            | 2000             | Vilnius     | V. Čmilytė (Šiauliai)                 | 6½ (9)   | R. Varnienė (Vilkaviškis)           | 6½       | L. Domarkaitė (Vilnius)        | 6        | Schweizer System, 23 Teilnehmerinnen  |
| 54            | März 2001        | Vilnius     | R. Domkutė-Turauskienė (Šiauliai)     | 8 (9)    | Eglė Morkūnaitė (Kaunas)            | 7        | D. Batytė (Plungė)             |          | Schweizer System, 30 Teilnehmerinnen  |
| 55            | 2002             | Vilnius     | Ž. Šarakauskienė (Vilnius)            | 7 (9)    | R. Domkutė-Turauskienė (Šiauliai)   | 6½       | R. Varnienė                    | 6½       | Schweizer System, 30 Teilnehmerinnen  |
| 56            | März 2003        | Panevėžys   | D. Čiukšytė (Panevėžys)               | 7 (9)    | R.Domkutė-Turauskienė (Šiauliai)    | 6½       | S.Limontaitė (Telšiai)         | 6        | Schweizer System, 24 Teilnehmerinnen  |
| 57            | 2004             | Šiauliai    | D. Batytė (Plungė)                    | 7 (9)    | Diana Ivoškaitė (Elektrėnai)        | 7        | Deimantė Daulytė (Šiauliai)    | 6        | Schweizer System, 24 Teilnehmerinnen  |
| 58            | März 2005        | Vilnius     | Simona Limontaitė (Telšiai)           | 7½ (9)   | Deimantė Daulytė (Šiauliai)         | 7½       | Daiva Batytė (Plungė)          | 7        | Schweizer System, 28 Teilnehmerinnen  |
| 59            | März 2006        | Šiauliai    | Deimantė Daulytė (Šiauliai)           | 8½ (9)   | Daiva Batytė (Plungė)               | 7        | Jovita Žiogaitė (Vilnius)      | 6        | Schweizer System, 22 Teilnehmerinnen, |
| 60            | 2007             | Vilnius     | D. Daulytė (Šiauliai)                 | 7½ (9)   | Daiva Batytė (Plungė)               | 6½       | Reda Prišmontaitė (Vilnius)    | 6        | Schweizer System, 24 Teilnehmerinnen  |
| 61            | 2008             | Panevėžys   | D. Daulytė (Šiauliai)                 | 7½ (9)   | Jovita Žiogaitė                     | 6½       | Živilė Šarakauskienė (Vilnius) | 6½       | Rundenturnier, 10 Teilnehmerinnen     |
| 62            | 2009             | Vilnius     | Ž. Šarakauskienė (Vilnius)            | 7 (9)    | Deimantė Cornette                   | 7        | S. Limontaitė (Vilnius)        | 7        | Rundenturnier, 10 Teilnehmerinnen     |
| 63            | 2010             | Nemenčinė   | Vesta Kalvytė (Vilnius)               | 8 (9)    | Deimantė Daulytė (Šiauliai)         | 7½       | D. Batytė (Plungė)             | 6        | Schweizer System 16 Teilnehmerinnen   |
| 64            | 2011             | Nemenčinė   | Ž. Šarakauskienė (Vilnius)            | 7½ (9)   | G. Vanagaitė (Panevėžys)            | 7        | S. Zaksaitė (Vilnius)          | 7        | Schweizer System, 17 Teilnehmerinnen  |
| 65            | 2012             | Vilnius     | Deimantė Daulytė                      | 7 (8)    | V. Kalvytė (Vilnius)                | 6½       | Jovita Žiogaitė                | 5½       | Schweizer System, 22 Teilnehmerinnen  |
| 66            | 2013             | Vilnius     | Deimantė Daulytė (Šiauliai)           | 8 (9)    | Salomėja Zaksaitė (Vilnius)         | 6½       | Vesta Kasputė (Vilnius)        | 5½       | Rundenturnier 10 Teilnehmerinnen      |
| 67            | 2014             | Vilnius     | Salomėja Zaksaitė (Vilnius)           | 5½ (7)   | Laima Domarkaitė (Vilnius)          | 5½       | Dominyka Batkovskytė (Vilnius) | 5        | Schweizer System, 25 Teilnehmerinnen  |
| 68            | 2015             | Vilnius     | Daiva Batytė (Plungė)                 | 6½ (8)   | Salomėja Zaksaitė (Vilnius)         | 6        | Vesta Kasputė (Vilnius)        | 5½       | Schweizer System, 26 Teilnehmerinnen  |
| 69            | März 2016        | Vilnius     | Salomėja Zaksaitė (Vilnius)           | 5½ (7)   | Daiva Batytė (Plungė)               | 5½       | Laima Domarkaitė (Vilnius)     | 5        | Schweizer System, 23 Teilnehmerinnen  |
| 70            | März 2017        | Vilnius     | Simona Kiseleva (Vilnius)             | 6½       | Laima Domarkaitė (Vilnius)          | 6        | Saulė Gailiūnaitė (Vilnius)    | 5        | Schweizer System, 16 Teilnehmerinnen  |
| 71            | März 2018        | Kaunas      | Ieva Žalimaitė (Plungė)               | 5½       | Daiva Batytė (Plungė)               | 5½       | Guoda Perminaitė (Kaunas)      | 5        | Schweizer System, 18 Teilnehmerinnen  |
| Meisterschaft | Datum            | Stadt       | 1. Platz                              | 1. Platz | 2. Platz                            | 2. Platz | 3. Platz                       | 3. Platz | Bemerkungen                           |
| Meisterschaft | Datum            | Stadt       | Name                                  | Punkte   | Name                                | Punkte   | Name                           | Punkte   | Bemerkungen                           |

### Beste Schachspielerinnen
| Nr. | Name            | Stadt       | Gold | Jahr                                                 | Silber | Jahr                                                       | Bronze | Jahre                                    | Medaille |
| --- | --------------- | ----------- | ---- | ---------------------------------------------------- | ------ | ---------------------------------------------------------- | ------ | ---------------------------------------- | -------- |
| 1   | M. Kartanaitė   | Vilnius     | 9    | 1956; 1957; 1958; 1963; 1964; 1966; 1969; 1970; 1980 | 10     | 1953; 1954; 1955; 1959; 1961; 1967; 1968; 1976; 1978; 1979 | 1      | 1977                                     | 20       |
| 2   | V. Kaušilaitė   | Vilnius     | 9    | 1961; 1967; 1968; 1971; 1972; 1974; 1975; 1976; 1977 | 6      | 1956; 1958; 1960; 1964; 1966; 1980                         | 7      | 1955; 1957; 1959; 1962; 1969; 1970; 1973 | 22       |
| 3   | D. Daulytė      | Šiauliai    | 5    | 2006; 2007; 2008; 2012; 2013                         | 3      | 2005; 2009; 2010                                           | 1      | 2004                                     | 9        |
| 4   | D. Čiukšytė     | Panevėžys   | 4    | 1994; 1996; 1997; 2003                               | 1      | 1995                                                       |        |                                          | 5        |
| 5   | Ž.Šarakauskienė | Panevėžys   | 4    | 1998; 2002; 2009; 2011                               |        |                                                            | 2      | 2006; 2008                               | 6        |
| 6   | J. Čiukajeva    | Kaunas      | 4    | 1950; 1951; 1952; 31953                              |        |                                                            | 2      | 1949; 1954                               | 6        |
| 7   | E. Epštein      | Klaipėda    | 4    | 1981; 1982; 1984; 1986                               |        |                                                            |        |                                          | 4        |
| 8   | R. Bandzienė    | Vilnius     | 3    | 1978; 1979; 1983                                     | 3      | 1977; 1984; 61996                                          | 2      | 1981; 1982                               | 8        |
| 9   | D. Batytė       | Plungė      | 2    | 2004; 2015                                           | 4      | 2006; 2007; 2016; 2018                                     | 2      | 2001; 2005                               | 8        |
| 10  | L. Domarkaitė   | Plungė      | 3    | 1987; 1989; 1995                                     | 2      | 2014; 2017                                                 |        | 1990; 2000                               | 7        |
| 11  | R. Dambravaitė  | Vilkaviškis | 2    | 1991; 1999                                           | 3      | 1990; 1992; 2000                                           | 2      | 1993; 2002                               | 7        |
| 12  | S. Zaksaitė     | Vilnius     | 2    | 2014; 2016                                           | 3      | 1999; 2013; 2015                                           | 1      | 2011                                     | 6        |
| 13  | R. Turauskienė  | Šiauliai    | 2    | 1988; 2001                                           | 3      | 1989; 2002; 2003                                           |        |                                          | 5        |
| 14  | S. Kiseleva     | Vilnius     | 2    | 2005; 2017                                           |        |                                                            | 2      | 2003; 2009                               | 4        |